# ريتشارد إس. وارد
ريتشارد إس. وارد (بالإنجليزية: Richard S. Ward)‏ هو رياضياتي وفيزيائي بريطاني، ولد في 6 سبتمبر 1951.